# Artocarpus tamaran
Artocarpus tamaran là một loài thực vật có hoa trong họ Moraceae. Loài này được Becc. mô tả khoa học đầu tiên năm 1902.